# Guido von Bazoches
Guido von Bazoches (französisch Gui de Bazoches, lateinisch Guido de Basochis; * vor 1146; † 1203) war ein französischer Weltgeistlicher und Chronist im 12. Jahrhundert. 

## Leben
Guido entstammte der Burgherrenfamilie von Bazoches (Bazoches-sur-Vesles, Dépt. Aisne) in der Champagne als Erstgeborener des Gervasius von Bazoches und der Hadewidis von Rumigny. Die Familie soll mit jener der Herren von Châtillon assoziiert gewesen sein, aber in seiner schriftlichen Hinterlassenschaft legte Guido einen besonderen Wert auf die Betonung seiner Abstammung mütterlicherseits. Denn seine Mutter war eine Enkelin des Grafen Balduin II. von Hennegau, der wiederum ein Nachkomme des ersten Frankenkönigs Chlodwig I. gewesen sei. Schon von Geburt an sei Guido für den geistlichen Stand bestimmt und als Siebenjähriger von seinem Onkel Haimo, damals noch Erzdiakon der Kirche von Châlons, aus dem mütterlichen Gemach „entführt“ wurden. Vom gelehrten Onkel im Studium gefördert, erhielt er von diesem mittlerweile zum Bischof aufgestiegenen kurz nach 1151 die Tonsur zum Geistlichen. 
Der Tod des Onkels 1153 unterbrach Guidos Werdegang in Châlons, worauf er sein Studium zuerst in Paris und anschließend als freiwilliger Exilant in Montpellier fortsetzte, wobei er die Gelegenheit zu einer Wallfahrt zur Abtei Saint-Gilles wahrnahm. In den Jahren vor 1170 konnte Guido wohl dank der Führsprache des Grafen Heinrich I. von der Champagne nach Châlons zurückkehren und dort die Verwaltung eines Klostergutes von Saint-Martin-des-Champs übernehmen. Nach Intrigen erneut aus Châlons vertrieben verbrachte er über ein Jahr am Hof seines Onkels mütterlicherseits Balduin von Rumigny, dem Erzdiakon von Laon. Nach einem Streit mit Bischof Guido folgte schließlich dank der Unterstützung des Erzbischofs Wilhelm von Reims seine Einsetzung als Kantor der Kathedrale Saint-Étienne, was ihm die Pfründe der Pfarrei Saint-Louvent zu Pocancy einbrachte. 
Im Frühjahr 1190 begab sich Guido auf den dritten Kreuzzug und besuchte auf seinem Weg zum Hafen von Marseille unter anderem das Grab König Bosos in der Kirche von Vienne. Von Marseille aus reiste er dem Kontingent des Grafen Heinrich II. von der Champagne angehörend über die See in das Heilige Land. Trotz seiner schweren Erkrankung an der im Feldlager vor Akkon um sich greifenden Seuche überlebte er den Kreuzzug und kehrte vermutlich in der Gefolgschaft König Philipps II. von Frankreich im Spätjahr 1191 in die Heimat zurück. Die letzten Jahre bis zu seinem Tod widmete er sich seinem schriftstellerischen Schaffen. 

## Werk
Guidos schriftstellerisches Wirken war über viele Jahrhunderte hinweg einzig durch die Chronik des Alberich von Trois-Fontaines († nach 1252) bekannt, der sowohl das Geschichtswerk als auch das Briefbuch des Kantors von Saint-Étienne zu Châlons kannte und daraus Informationen für sein eigenes Werk schöpfte. Für Alberichs Editor Paul Scheffer-Boichorst aber galten die Handschriften Guidos im Jahr 1874 als verloren. Erst Paul Riant erkannte 1876 in einem aus der Bibliothek der Abtei Saint-Médard de Soissons stammenden Manuskript mit dem Titel Apologia, vel cronosgraphia, id est excerpta vel abbreviationes diversarum historiarum, contra maledicos das Werk Guidos von Bazoches, welches bereits im Inventar der Bibliothèque nationale de Paris (ms. lat. 4998) aufgenommen war. Ein Bruder Guidos hatte der Abtei Saint-Médard einst als Abt vorgestanden.
Das Werk stellt eine Verteidigungsschrift „wider die Lästerer“ (Apologia contra maledicos) in elf Büchern dar, mit der er gegenüber seiner Mutter seinen Lebensstil rechtfertigte. Der sind gegen ihren Sohn gerichtete Vorwürfe zugekommen, wonach dieser sich in Châlons weder für eine Mehrung seiner Einkünfte, noch um höhere Würden bemühe und stattdessen sich ganz der Muße hingebe. Nach Auskunft über seine finanziellen Verhältnisse und seines Status gefragt, antwortete er ihr ausführlich in seiner Schrift. Die ersten drei Bücher sind der Apologia gewidmet, in der er seine Lebenssituation als bescheiden, aber als genügend für seine Ansprüche beschreibt. Nach höheren Würden und Einkünften trachte er nicht; als den ihm wichtigsten Schatz nannte er seine umfangreiche Sammlung von heiligen Schriften und philosophischen Werken, die ihm die Hinwendung zur literarischen Muße ermögliche. Dass diese Muße nicht unfruchtbar geblieben sei veranschaulicht er durch die der Apologia angebundenen Bücher vier bis elf. Das vierte Buch Libellus de regionibus mundi ist eine Übersicht über die geographischen Kenntnisse der Welt entsprechend dem damaligen Wissensstand. Schließlich folgt in den Büchern fünf bis elf die Weltchronik Liber diversarum historiarum, die von Guido auch als Cronosgraphia betitelt wurde und für die er u. a. Wilhelm von Malmesbury und die Genealogiae Fusniacenses des Klosters Foigny als Quelle benutzte. Sie beginnt mit der Erschaffung Adams und endet mit dem Tod Richards Löwenherz im Jahr 1199. Den Schluss des siebten Buches mit dem Dritten Kreuzzug und den folgenden Jahren hat Alexander Cartellieri 1910 zur Verwendung in Seminarübungen herausgegeben.
Zum schriftlichen Nachlass Guidos von Bazoches zählen auch siebenunddreißig Briefe, die er in einem Briefbuch zum Zwecke der Veröffentlichung zusammenband. Diese im Original erhaltenen Handschriften wurden in der Bibliothek der Abtei Orval verwahrt und gehören seit dem 19. Jahrhundert zum Inventar der Bibliothèque nationale de Luxembourg.